# Luma Russo
Luma Russo Moura (Belo Horizonte, 30 de marzo de 1995) es una modelo, piloto, maquilladora y reina de belleza brasileña. Fue coronada Miss Charm 2023, siendo la primera ganadora del concurso.

## Biografía
Nació en Belo Horizonte, Minas Gerais, Brasil. Creció hasta los 9 años en el distrito Divinópolis en Minas Gerais. Ha visitado muchos país como Bolivia, Estados Unidos, Inglaterra y Catar. Habla con fluidez el español, inglés y portugués. Estudió en Cambridge College en Santa Cruz de la Sierra, Bolivia, entre los años 2005 y 2007. En los años 2008 y 2009 estudio en Doha, Catar en la escuela secundaria Park House School. Desde 2014, Russo participa en el evento Skymates en Arlington, Texas, para realizar el examen de licencia de piloto. Sin detenerse ahí, la reina también participó en un curso de piloto profesional en FTA en Shoreham-by-Sea, Inglaterra.

## Trayectoria

### Miss Minas Gerais CNB 2020
Russo compitió en Miss Minas Gerais CNB 2020, representando a Divinópolis, donde quedó en tercer puesto obtenido el título de Miss Supranacional Minas Gerais 2020.

### Miss Supranacional Brasil 2020
Representó a Minas Gerais en la competencia Miss Supranacional Brasil 2020, obteniendo el tercer puesto.

### Miss Charm 2023
Luma Russo fue designada representante de Brasil en la primera edición de Miss Charm, celebrada el 16 de febrero de 2023 en el Teatro Hoa Binh de la ciudad de Ho Chi Minh,Vietnam. Al finalizar el evento fue nombrada ganadora, siendo la primera ganadora de Miss Charm.